# (9642) Takatahiro
(9642) Takatahiro (1994 RU) – planetoida z pasa głównego asteroid okrążająca Słońce w ciągu 3,78 lat w średniej odległości 2,43 j.a. Odkryta 1 września 1994 roku.